# Brousseval
Brousseval település Franciaországban, Haute-Marne megyében. Lakosainak száma 625 fő (2022. január 1.). Brousseval Magneux, Montreuil-sur-Blaise, Valleret, Vaux-sur-Blaise és Wassy községekkel határos.

## Népesség
A település népességének változása:
| Lakosok száma | 1269 | 1095 | 923  | 732  | 733  | 694  | 694  | 659  | 642  | 625  |
|               | 1968 | 1982 | 1990 | 2006 | 2013 | 2015 | 2017 | 2019 | 2020 | 2022 |